# Barrage de Darunta
Le barrage de Darunta (pachto : درونټه برېښناکوټ) est un barrage hydroélectrique situé sur la rivière Kaboul près de Darunta, à environ 7 km à l'ouest de Jalalabad, capitale de la province de Nangarhar, dans l'est de l'Afghanistan.

## Histoire
Le barrage de Darunta a été construit par des entreprises soviétiques en 1964. À l'origine, le barrage avait une puissance électrique située entre 40 et 45 mégawatts, mais l'ensablement et les dommages subis au cours de la guerre civile afghane ont réduit sa production réelle à 11,5 mégawatts. L'usine est actuellement en très mauvais état et nécessite d'importants travaux de réhabilitation, y compris l'éventuel remplacement des trois turbines.
En 1992, le barrage est fortement endommagé lors de la guerre d'Afghanistan. Au début des années 2000, les services secrets américains pensent qu'Oussama ben Laden se cachent dans la base de Darunta adjacente au barrage.
ANHAM a été missionné par l'USAID pour effectuer la réhabilitation de la centrale. La réhabilitation devait se terminer le 31 janvier 2012. Le 4 mars 2013, Wadsam rapporte que l'USAID a suspendu l'aide au projet en raison de l'incapacité du gouverneur Gul Agha Sherzai de tenir sa promesse de financer 10% du coût total du projet.

## Description
La centrale du barrage de Darunta est composée de trois turbines Kaplan verticales d'une puissance nominale de 3,85 MW chacune.
La centrale du barrage est la principale source d'électricité de la ville de Jalalabad.